# Понте-Носса
Понте-Носса (італ. Ponte Nossa) — муніципалітет в Італії, у регіоні Ломбардія,  провінція Бергамо.
Понте-Носса розташоване на відстані близько 490 км на північний захід від Рима, 70 км на північний схід від Мілана, 26 км на північний схід від Бергамо.
Населення — 1824 особи (2014).
Щорічний фестиваль відбувається 25 березня. Покровитель — Santa Maria Annunciata.

## Демографія
Населення за роками:

Станом на 1 січня 2023 року в муніципалітеті офіційно проживало 159 іноземців з 17 країн, серед них 16 громадян країн Євросоюзу та 10 громадян України.

## Сусідні муніципалітети
- Казніго
- Клузоне
- Гандіно
- Горно
- Парре
- Премоло